# Артари, Александр Петрович
Алекса́ндр Петро́вич Арта́ри (1862—1919) — российский ботаник и педагог.

## Биография
Родился в семье капитана швейцарской службы Пьера Коломба Артари и до 1891 года был швейцарским подданным.
В 1869—1874 годах учился в частном реальном училище; в 1879 году выдержал экзамен на учителя математики уездного училища; в 1880 году поступил вольнослушателем на естественное отделение физико-математического факультета Московского университета, где специализировался по ботанике под руководством профессора И. Н. Горожанкина, оставив заметный вклад в истории Гербария московского университета.
В 1891 и 1892 году занимался в Базельском университете (Швейцария), где работал под руководством профессора Г. Клебса и летом 1892 года получил степень доктора философии, защитив работу «Исследование по вопросу о развитии и систематике протококков». Кроме того, работал у В. Пфеффера в Лейпциге. В декабре 1892 года вернулся в Москву и до февраля 1894 года исполнял должность хранителя гербария Московского университета. Одновременно, с августа 1893 года, Артари преподавал в Александровском коммерческом училище. В декабре 1893 года он успешно сдал экзамен на степень магистра ботаники и после прочтения пробных лекций получил звание приват-доцента ботаники Московского университета, где до августа 1909 года читал курсы и вёл практические занятия по микологии и микробиологии. В конце 1895 года избран преподавателем анатомии и физиологии растений в Московском высшем техническом училище, в котором проработал до самой смерти (с перерывом в августе—октябре 1909 года, когда исполнял должность экстраординарного профессора ботаники в Новороссийском университете)), сначала состоя преподавателем и заведующим кафедрой ботаники и, наконец, с июля 1917 года — экстраординарным профессором. В 1910 году Артари возобновил преподавание в московском университете в качестве приват-доцента. В апреле 1914 года в Санкт-Петербургском университете А. П. Артари защитил докторскую диссертацию «К физиологии и биологии хламидомонад».
В летние семестры 1896, 1897, 1898 и 1900 годов Артари занимался в Галле, Лейпциге и Копенгагене. Диссертацию на степень магистра ботаники Артари защитил в Москве в 1902 году, а на степень доктора ботаники — в 1913 году в Санкт-Петербурге.
В 1885 Артари был избран действительным членом Московского общества испытателей природы.
Александр Петрович Артари скончался 7 апреля 1919 года в Москве.

## Вклад в науку
Первые работы Артари касаются флоры водорослей Московской губернии (1885—1886). После небольшой работы о Nuclearia (1889) он опубликовал работу о водяной сетке (1890) и затем исследование о протококковых водорослях (1892). В 1896 году появилась работа о новом виде дрожжей (Saccharomyces Zopfii). С 1897 года А. П. Артари перешёл к физиологии низших водорослей; плодами его работ стали статьи о питании гонидиев лишайников органическими соединениями, о физиологических расах у зелёных водорослей, об образовании хлорофилла водорослями и (магистерская диссертация) о питании водорослей органическими соединениями (1902).
В первой докторской диссертации, защищённой в Базеле, «Untersuchungen ueber Entwicklung und Systematik einiger Protococcoideen» (1892,  (нем.)) Артари показал, что некоторые сомнительные формы протококков являются самостоятельными видами, а не стадиями развития других водорослей, и установил, что изменчивость их не переходит границ вида. Для этого он культивировал их в чистом виде и при возможно разнообразных условиях. В этой же работе Артари обратился к изучению питания водорослей и условий образования хлорофилла, в частности, влияния внешней среды — условий питания, концентрации и состава солей.
Магистерская диссертация Артари «К вопросу о влиянии среды на форму и развитие водорослей» (1903) была посвящена питанию водорослей органическими соединениями. В этой работе Артари сделал вывод, что водоросли Chlorococcum, Stichococcus, Chlorella, Scenedesmus способны питаться органическими соединениями в условиях, исключающих фотосинтез, при этом многие из них способны при наличии органических веществ образовывать хлорофилл и в полной темноте. Он описал существование у водорослей физиологических рас. Симбиоз гриба и водоросли Артари рассматривал как мутуализм. Рассмотрев изменения внешней формы водорослей в разных растворах, он сделал вывод, что эти изменения не переходят границ вида и исчезают при переносе водорослей в нормальные для них условия.
Исследуя хламидомонады, Артари обратил внимание на действие высоких концентраций различных веществ на форму и развитие водорослей. В докторской диссертации «К физиологии и биологии хламидомонад» (1913) он установил оптимальные концентрации растворов, взятых в качестве источников азота и углерода, выяснил действие постепенного повышения их концентраций, выражавшееся в задержке и угнетении роста, отметил действие их на внешнюю форму водорослей.
В «Исследованиях над простейшими организмами солёных озёр» (1916) Артари сделал вывод о физиологическом равновесии солей в питательном растворе — ядовитости чистых солей и обезвреживании их ядовитого действия примесью незначительных количеств других солей, например, обезвреживание хлористого натрия солями магния. Он пришёл к мысли о важности изучения естественных или искусственных водоёмов с высоким содержанием солей — солёных озёр и бассейнов на соляных промыслах. Исследования соляных промыслов обнаружили в осадочных бассейнах специфическую флору. В ней Артари открыл новую водоросль — Asteromonas gracilis Artari. Эта водоросль и другая, характерная для бассейнов, в которых идёт осадка соли,— Dunnaliella salina — послужили Артари для его исследований солёных озёр и солёных водоёмов Крыма и Нижнего Поволжья. Первая мировая и Гражданская войны помешали этим исследованиям, они не были завершены, более-менее был изучен только Сиваш.